# Бреда (порода кур)
Бреда (нидерл. Breda) — порода кур.

## История
Эта порода кур выведена в Голландии, а распространяться по Европе они стали после выставки в Берлине в 1869 году.

## Продуктивность
Петухи весят 2—2,5 кг, а куры 1—2 кг. Молодки несут в среднем по 160 яиц, а самки старше двух лет — 120 яиц весом 55 г.

## Особенности породы
Оперение птицы может быть не только белым, но и серебристым, и чёрным и голубым. В старину в России этих кур было довольно много. Теперь же они — большая редкость.